# Velečevo
Velečevo är en ort i Bosnien och Hercegovina.   Den ligger i entiteten Federationen Bosnien och Hercegovina, i den västra delen av landet, 140 km nordväst om huvudstaden Sarajevo. Velečevo ligger 311 meter över havet och antalet invånare är 453.
Terrängen runt Velečevo är huvudsakligen kuperad, men åt sydväst är den bergig. Velečevo ligger nere i en dal. Närmaste större samhälle är Ključ, 5,1 km nordväst om Velečevo. 
Omgivningarna runt Velečevo är en mosaik av jordbruksmark och naturlig växtlighet. Runt Velečevo är det ganska tätbefolkat, med 67 invånare per kvadratkilometer.